# T. Kenneth Fowler
Thomas Kenneth Fowler (* 27. März 1931 in Thomaston, Georgia) ist ein US-amerikanischer Physiker. Er befasst sich mit Plasmaphysik und magnetischer Kernfusion. Er war Professor für Kerntechnik an der University of California, Berkeley.

## Leben
Fowler studierte an der Vanderbilt University mit dem Bachelor-Abschluss 1953 und dem Master-Abschluss 1955 und wurde 1957 an der University of Wisconsin in theoretischer Physik promoviert. Von 1957 bis 1965 war er am Oak Ridge National Laboratory und von 1965 bis 1967 bei General Atomics. 1967 ging er ans Lawrence Livermore National Laboratory als Leiter der Plasmatheorie-Gruppe und der Plasmaphysik. Von 1970 bis 1987 war er Associate Director für kontrollierte Kernfusion des Labors. Zwischen 1988 und 1994 stand er der Abteilung Kerntechnik in Berkeley vor und war an der Gründung des multidisziplinären Zentrums der Universität für toxische und radioaktive Abfälle beteiligt. Ab 1995 war er Professor Emeritus in Berkeley.
In den 2000er Jahren befasste er sich mit Spheromak Experimenten zur magnetischen Fusion am Lawrence Livermore National Laboratory. Von 1998 bis 2001 und 2003 bis 2005 war er Mitglied des Review Panel des Public Interest Energy Research Program (PIER) von Kalifornien.
Er ist Mitglied der National Academy of Sciences und Fellow der American Physical Society. 1995 erhielt er die Berkeley Citation sowie den Fusion Power Associates Distinguished Career Award.

## Schriften
- The fusion quest, Johns Hopkins University Press 2007